# Брештица језеро
Брештица језеро се налази у Федерацији Босне и Херцеговине, Босни и Херцеговини удаљено од Бановића око три километра. Језеро је дуго око 150 метара и исто толико је и широко. Настало је прије 60-ак година. Богато је шараном, смуђем, штуком, сомом, мањићима, кленом, девериком и осталом ситном рибом.